# Cristian Sebastián Cejas
Cristian Sebastián Cejas (* 21. April 1975 in Gualeguay, Entre Ríos) ist ein ehemaliger argentinischer Fußballtorwart.
Sebastián Cejas stand im jugendlichen Alter von 15 Jahren erstmals im Tor der Newell’s Old Boys. Er reifte sehr rasch zum Stammtorhüter und hatte insgesamt 170 Spiele bestritten, in denen er – als Torhüter – sechs Tore erzielte, als er zur Saison 2001/02 zum damaligen Serie-B-Verein AC Siena wechselte. Nach einer Saison erfolgte der Transfer zum Ligakonkurrenten Ascoli Calcio. Hier gehörte er zur Stammformation und erneut schaffte er es einen Treffer zu erzielen. Zum Ende der Saison wechselte Cejas zum italienischen Traditionsverein AC Florenz. Hier war er erneut die Nummer 1 im Tor und am Ende der Saison konnten die Florentiner den Aufstieg feiern. Zur Saison 2004/05 holte die AC Fiorentina Sébastien Frey von der AC Parma, der die neue Nummer 1 im Kasten wurde und Cejas musste sich fortan mit einer Reservistenrolle begnügen. Deshalb wurde er zur Winterpause der Saison 2005/06 zum FC Empoli transferiert.
Im Sommer 2006 wechselte er nach Chile zu CSD Colo-Colo, mit dem Klub gewann er zweimal die chilenische Meisterschaft. Danach spielte er beim argentinischen Klub Gimnasia y Esgrima de La Plata und wechselte nach zwischenzeitlicher Vereinslosigkeit später zum AC Pisa. 2010 beendete er seine Karriere bei den Chacarita Juniors.